# String Connection
String Connection – polski zespół jazzowy, utworzony w lutym 1981 roku w Poznaniu.

## Historia zespołu
Zespół String Connection wywodzi się z poznańskiej studenckiej grupy Warsztat, w której grali razem Krzesimir Dębski, perkusista Krzysztof Przybyłowicz i basista Zbigniew Wrombel. W lutym 1981 roku dołączył do tej trójki klawiszowiec Janusz Skowron, a rok później saksofonista Andrzej Olejniczak (znany z zespołu Sunship) oraz basista Krzysztof Ścierański (z krakowskiej grupy Laboratorium). Ścierański zastąpił na basie Zbigniewa Wrombla. Nastąpiła również czasowa zmiana perkusisty – Przybyłowicza zastępował Zbigniew Lewandowski. Właśnie w takim składzie została nagrana pierwsza płyta LP „Workoholic” wydana przez Poljazz w 1982 roku, zawierająca najpopularniejszy utwór „Cantabile in h-moll”.
Koncerty String Connection przynosiły grupie coraz liczniejszą rzeszę fanów. Pojawiły się też pierwsze prestiżowe nagrody, takie jak ta podczas V Międzynarodowego Konkursu Jazzowego Hoeilaart 83 w Brukseli (1983), która otworzyła zespołowi drogę na najważniejsze europejskie festiwale, m.in. w Debreczynie, Norymberdze, Berlinie Zachodnim, Le Mans, Paryżu, Hadze. Koncertowali w USA i Kanadzie. Zagrali też dwie duże trasy po Związku Radzieckim.
String Connection został doceniony również przez czytelników i redaktorów czasopisma Jazz Forum – w latach 1982–1984 zajmował prestiżowe pierwsze miejsce w kategorii „Grupa jazzowa”. Krzesimir Dębski otrzymał również indywidualnie wysokie lokaty w ankiecie czytelników „Jazz Forum Top Poll”, zostając w 1983 i 1984 muzykiem oraz kompozytorem roku. Docenione zostały również jego umiejętności w zakresie aranżacji i gry na skrzypcach, porównywany był z Michałem Urbaniakiem i Zbigniewem Seifertem.
String Connection przywiązywało dużą wagę do wydawnictw płytowych. Kolejne czarne krążki LP nagrane w kwintetowym składzie (i z Przybyłowiczem na perkusji) to „New Romantic Expectation” (Poljazz 1983) i płyta z koncertu w sali Teatru Estrady Buffo z 22 lutego 1984 – „String Connection – Koncert w Buffo” (Polton 1984).
W 1984 roku skład opuścił Andrzej Olejniczak, który wyjechał za granicę. W kolejnych płytach nie brał udziału również Janusz Skowron. W trzyosobowym składzie String Connection nagrało: String Connection Trio (Polton 1984), String Connection (Wifon 1987) oraz wydane w Niemczech płyty „Der Walzer von Weltende” (MPS Records 1985) i „Bizzaramente” z gościnnym udziałem Dom Um Romao i Petera Szalay na instrumentach perkusyjnych (Pool Music 1988). Dużą zmianę uzupełniającą niejako braki personalne było użycie w tych nagraniach przez Dębskiego nowych, elektronicznych brzmień z syntezatora. W 1986 roku ukazała się także koncertowa płyta „Live in Warsaw”, gdzie do zespołu dołączył Andrzej Jagodziński (fortepian i waltornia).
W międzyczasie Krzesimir Dębski stawał się coraz bardziej popularny jako kompozytor muzyki filmowej i aranżer. Nie ustawał również w pisaniu utworów muzyki współczesnej. Coraz więcej obowiązków w tych zakresach sprawiło, że String Connection musiało zawiesić działalność.

## Charakterystyka zespołu
String Connection wyróżniało się nietypowymi zestawieniami brzmieniowymi, dopracowanymi kompozycjami K. Dębskiego, będącymi podstawą do dalszych improwizacji, a przede wszystkim żywiołowością, energią i dużym poczuciem humoru. Członkowie zespołu traktowali grę jak czystą rozrywkę, nie silili się na "wielką sztukę", dlatego też trafili do szerokiego grona odbiorców. Stali się czołowymi przedstawicielami nurtu „young power”, a na ich styl krytycy używali niekiedy określeń yuppie-jazz, by podkreślić specyficzną „euforyczność”. W Anglii i USA popularny stał się w tym czasie smooth-jazz (soft-jazz), którego cechy również można odnaleźć w kompozycjach S.C. Podczas występów muzycy pozwalali sobie na pełną swobodę (np. granie do góry nogami leżąc na scenie), a lider zajmował się wręcz kabaretowym „wodzirejstwem”. (Warto napomknąć, że K. D. jako nastolatek występował z poznańskich kabaretach, a po studiach pracował jako akompaniator w słynnym kabarecie Tey. Miał więc sporą styczność z tego rodzaju występami, co z pewnością odbiło się echem na jego kontakcie z publicznością.)

## Reaktywacja zespołu
Różne benefisowe i wspominkowe koncerty odbywały się raz na kilka lat, zwykle w kompletnym składzie. Nadzwyczajny koncert String Connection, który został zarejestrowany przez TVP (pojawił się na kanale TVP Kultura) odbył się podczas festiwalu Poznań Jazz Fair 24 listopada 1995 roku w Klubie „Eskulap”. W 2006 roku ukazało się 3-płytowe wydanie najciekawszych nagrań zespołu „Dębski String Connection” (Universal 2006). Natomiast wiosną 2009 roku zespół wyruszył w 10-dniową trasę po Polsce. Entuzjastyczne przyjęcie i wielokrotne bisy spowodowały, że muzycy postanowili wyruszyć w kolejne tournée, odwiedzić zagranicę, aż w końcu, w ostatnim czasie, wydać płytę z nowymi utworami - „String Connection 2012”. Znalazły się na niej, oprócz kompozycji Dębskiego, również utwory Olejniczaka („El Jugete”) oraz  Ścierańskiego („Obsession”). Po raz pierwszy pojawił się też wokal – w piosence „O czym marzą dziewczyny” z tekstem Jacka Cygana występuje żona Krzesimira Dębskiego – Anna Jurksztowicz.
String Connection wywarło duży wpływ na muzykę jazzową lat osiemdziesiątych. Muzyka ta wcale się nie zestarzała, o czym świadczyć mogą pełne sale klubowe podczas bieżących koncertów. S.C. w latach 80 był to polski muzyczny „towar eksportowy”, na którym wychowało się wielu aktualnie koncertujących jazzmanów. Proste założenie K. Dębskiego - zapewnienia rozrywki w „smutnych czasach”, sprowadziło na zespół dużą popularność, konkurencyjną z zespołami rockowymi, niespotykaną wcześniej dla tego rodzaju muzyki.

## Skład
- Krzesimir Dębski – skrzypce, fortepian akustyczny, polymoog
- Krzysztof Przybyłowicz – perkusja
- Zbigniew Lewandowski – perkusja
- Andrzej Olejniczak – saksofon tenorowy i sopranowy
- Janusz Skowron – pianino Fendera, organy Hammonda, polymoog
- Zbigniew Wrombel – gitara basowa (1981, 1986-1988)
- Krzysztof Ścierański – gitara basowa

## Dyskografia
źródło:.
- Workoholic (PolJazz, 1982)
- New Romantic Expectation (PolJazz, 1983)
- Live (Polton, 1984)
- Trio (Polton), 1984)
- String Connection (Pool Jazz, 1986 / Wifon, 1987)
- Live in Warsaw (PolJazz, 1986)
- Bizzaramente (Pool Jazz, 1989)
- 2012 (Agencja Muzyczna Polskiego Radia, 2011)